# Kita, Sapporo
Kita (北区 Kita-ku) là quận thuộc thành phố Sapporo, phó tỉnh Ishikari, Hokkaidō, Nhật Bản. Tính đến ngày 1 tháng 10 năm 2020, dân số ước tính của quận là 289.323 người và mật độ dân số là 4.600 người/km2. Tổng diện tích của quận là 63,57 km2.

## Giao thông

### Đường sắt
- JR Hokkaidō
  - Tuyến Hakodate chính: Ga Sapporo
  - Tuyến Sasshō: Shinkawa - Shin-Kotoni - Taihei - Yurigahara - Shinoro - Takuhoku - Ainosato-Kyōikudai - Ainosato-kōen
- Tàu điện ngầm đô thị Sapporo
  - Tuyến Namboku: Asabu - Kita-Sanjūyo-Jō - Kita-Nijūyo-Jō - Kita-Jūhachi-Jo - Kita-Jūni-Jō

### Cao tốc/Xa lộ
- Cao tốc Sasson: Nút giao Sapporo-Kita - Nút giao Shinkawa
- Quốc lộ 5